# Zeche Vereinigte Siegfried
Die Zeche Vereinigte Siegfried ist ein ehemaliges Steinkohlenbergwerk in Annen-Wullen. Das Bergwerk war auch unter dem Namen Zeche Vereinigte Siegfried Nr. I und Nr. II bekannt. Das Bergwerk ist aus einer Konsolidation mehrerer Grubenfelder entstanden und war während der über 60-jährigen Bergwerksgeschichte nur 16 Jahre in Betrieb. Das Bergwerk gehörte zum Märkischen Bergamtsbezirk und dort zum Geschworenenrevier Östlich Witten.

## Bergwerksgeschichte
Im Jahr 1835 konsolidierten die gemuteten Felder Siegfried, Friedrich Wilhelm und Wittich zur Zeche Vereinigte Siegfried. Am 13. Juli desselben Jahres wurden die Geviertfelder Siegfried Nr. I und Nr. II verliehen. Im Jahr 1850 wurde das Bergwerk in Betrieb genommen. Es wurde ein alter Stollen, der sich im Steinbachtal befand, aufgewältigt und weiter aufgefahren. Die im Grubenfeld befindlichen Flöze hatten allesamt eine geringe Mächtigkeit. Es wurde ein Flöz mit einer Mächtigkeit von 28 Zoll in Verhieb genommen. Die abgebauten Kohlen waren zum Kalk- und Ziegelbrennen geeignet und wurden an die jeweiligen Brennereien verkauft. Im Jahr 1852 wurde im Bereich Ecke Siegfriedstraße und Ardeystraße ein Zechengebäude errichtet. Im Jahr darauf wurde begonnen, einen seigeren Maschinenschacht abzuteufen. Im Jahr 1854 war der Maschinenschacht auf eine Teufe von 16½ Lachter abgeteuft und stieß dort auf den Stollen. Im selben Jahr ging der Maschinenschacht in Betrieb. Im Jahr 1855 wurde eine Dampffördermaschine in Betrieb genommen. Im Jahr 1858 wurde weiterhin Abbau betrieben. Ab dem zweiten Quartal des Jahres 1861 wurde die Zeche außer Betrieb genommen und ab dem zweiten Quartal des Jahres 1870 erneut in Betrieb genommen. Zu diesem Zeitpunkt war ein drei Lachter tiefer Schacht, der mit einem Handhaspel ausgerüstet war, in Förderung. Ab Mai des Jahres 1875 war das Bergwerk wieder außer Betrieb. Gemäß einem Konsolidationsvertrag aus dem Jahre 1889 wurde das Bergwerk im Jahr 1897 zur Zeche Vereinigte Hamburg & Franziska zugeschlagen. Ab dem Jahr 1957 wurde das Grubenfeld der Zeche Vereinigte Siegfried von der Zeche Siegfried bearbeitet.

## Förderung und Belegschaft
Auf dem Bergwerk wurden ausschließlich Magerkohlen abgebaut. Die ersten bekannten Förderzahlen des Bergwerks stammen aus dem Jahr 1851, es wurden 5550 Scheffel Steinkohle gefördert. Die ersten bekannten Belegschaftszahlen des Bergwerks stammen von 1855. In diesem Jahr waren 32 Bergleute auf dem Bergwerk beschäftigt, die eine Förderung von 19.000 preußische Tonnen erbrachten. Im Jahr 1870 wurden von neun Bergleuten 67 Tonnen Steinkohle gefördert. Im Jahr 1872 stieg die Förderung an auf 1969 Tonnen Steinkohle, diese Förderung wurde von sieben Bergleuten erbracht. Die letzten bekannten Förderzahlen des Bergwerks stammen von 1875, damals wurden 227 Tonnen Steinkohle gefördert.